# Attractieparken van A tot Z

## A
Abenteuer Atlantis - Achtbaan - Adventure Isle - Airtime - Alice in Wonderland (attractie) - Alice's Curious Labyrinth - Alpine Coaster - Alterface - Animatronic - Animatronicsshow - Ant-Man and The Wasp: Nano Battle! - Anton Pieck - Anton Pieckplein - Anton Schwarzkopf - Aquanura - Aqua Shute - Arthur (Europa-Park) - Atlantis by Sea Life - Attractiepark - Attractiepark Slagharen - Attractiepark Toverland - Autopia - Avatar Air Glider - Avatar Flight of Passage - Avonturendoolhof - Avonturenpark Hellendoorn

## B
Baby switch - Baron 1898 - Bellewaerde - Belevingstunnel - Bengal Express - Bengal Rapid River - Berlin (Phantasialand) - Big Chute - Big Thunder Mountain Railroad - Black Mamba - Bobbaan - Bobbejaanland - Bobkart - Bobslee-achtbaan - Bolliger & Mabillard - Boomerang (achtbaanmodel) - Boomerang (Bellewaerde) - Boomerang (Toverland) - Boomstamattractie - Booster Bike - Botsauto - Bounty (attractie) - Breakdance (attractie) - Burg Falkenstein (Holiday Park) - Buzz Lightyear-attracties - Buzzsaw

## C
Calamity Mine - Captain EO - Carnaval Festival - Casey Jr. Circus Train - Challenge of Tutankhamon - Chiapas (Phantasialand) - China Town (Phantasialand) - Chinese Nachtegaal (Efteling) - 4D-Cinema (Bellewaerde) - Cinema 180 - Cobra (Walibi Belgium) - Colorado Adventure - Condor (attractietype) - Condor (Phantasialand) - Condor (Walibi Holland) - Crazy Bats - Crazy Surfer

## D
Dag van het Sprookje - Dalton Terror - Dancing Queen (De Valkenier) - Danny Phantom Ghost Zone - Danse Macabre (Efteling) - Dark water ride - Darkride - Das verrückte Hotel Tartüff - Dawson Duel - De sprekende papegaai - De Piraat - De vuurproef (attractie) - Deep in Africa - Demolition Derby - Der lustige Papagei - Dinosaur (attractie) - Diorama (Efteling) - Discovery Club - Disk'O - Disk'O Coaster - Disney California Adventure Park - Disney's Animal Kingdom - Disney's Hollywood Studios - Disneyland Paris - Disneyland Park (Anaheim) - Disneyland Park (Parijs) - Disneyland Railroad (Parijs) - Disneyland Resort - Djengu River - Doolhof - Draaiende achtbaan - Draaikolk (Drievliet) - Draaimolen - Draak Lichtgeraakt - Dragonwatch - Drakkar (Walibi Sud-Ouest) - Droomvlucht - Duellerende achtbaan - Duikachtbaan - Duinrell - Düsenspirale - Dwervelwind

## E
Earful Tower - Eddy Meeùs - Efteling - Efteling: De Tentoonstelling - Efteling Hotel - Efteling Media - Efteling Museum - Efteling Stoomtrein Maatschappij - Efteling Theater - El Paso (Bobbejaanland) - El Rio (Bobbejaanland) - El Rio Grande - El Torito - El Toro (Bellewaerde) - El Volador - Ellen's Energy Adventure - Emmet’s Flying Adventure - Masters of Flight - Enterprise (attractie) - Enterprise (Bellewaerde) - Epcot - E.T. Adventure - Europa-Park - Everland (attractiepark)

## F
Familiepark Drievliet - Fantasy (Phantasialand) - Fantasyland - FastPass - Fata Morgana (Efteling) - Feng Ju Palace - Fēnix - Ferrari Land - Fjord-Rafting - Flash Back - F.L.Y. (Phantasialand) - Flying Carrousel - Flying carpet (attractie) - Frisbee (attractie) - Frontierland - Frozen Ever After - Funtime

## G
Gebirgsbahn - Geister Rikscha - Geisterschloss - Gemotoriseerde achtbaan - Gerstlauer - Geschiedenis van Bellewaerde - Geschiedenis van de Efteling - Geschiedenis van Walibi Belgium - Ghost - The Haunted House - Giant Sky Chaser - Glijbaan - Gold Rush (Bellewaerde) - Gold Rush (Attractiepark Slagharen) - Golfclub Efteling - Gondelbahn 1001 Nacht - Grand Canyon Bahn - Grand Splatch - Gravitron - Grizzly River Run

## H
Hafema - Hagrid's Magical Creatures Motorbike Adventure - Hangende achtbaan - Hara Kiri Raft Slide - Harry Potter and the Forbidden Journey - Heen-en-terugachtbaan - Helix (achtbaan) - Henk Bemboom - Hero Factory (Legoland) - Het geheim van de Eenhoorn (Walibi Belgium) - Het Paleis van Ali Baba - Heupbeugel - Holiday Park - Holle Bolle Gijs - Hollywood Street Set - Hollywood Tour - Hollywood (Universal Studios Florida) - Hotel Ling Bao - Houten achtbaan - Huis van de Vijf Zintuigen - Huracan - HUSS Park Attractions - Hybride achtbaan

## I
Ice Age Adventure - Illusion (achtbaan) - Indiana Jones et le Temple du Péril - Indiana River - Indoorachtbaan - Inferno (Walibi Belgium) - Interactieve darkride - Islands of Adventure - it's a small world

## J
Jetski (attractie) - Jumpin' Jellyfish - Jumbo Jet (Luna Park du Grau-du-Roi) - Jungle Mission - Jungle River - Junior Coaster - Jurassic World Adventure

## K
Kali River Rapids - Kanovijver (Efteling) - Keverbaan - King Kong (attractietype) - Klimmuur - Koffietassen - Kop-van-jut - Kwal (Drievliet) - Kondaa

## L
La Cabane des Robinson - La Coccinelle - Lanceerachtbaan - Le Château de la Belle au Bois Dormant - Le Grand Huit - Le Palais du Génie - Le Passage Enchanté d'Aladdin - Legends of the Wild West - LEGO Canoe - LEGO NINJAGO The Ride - Legoland - Legoland Billund - Legoland Deutschland - Legoland Florida - Legoland Windsor - Lijst van achtbaanmodellen ontworpen door Anton Schwarzkopf - Lijst van attracties in Attractiepark Toverland - Lijst van attracties in Bobbejaanland - Lijst van attracties in Disney's Animal Kingdom - Lijst van attracties in Disney's Hollywood Studios - Lijst van attracties in Disneyland Park (Parijs) - Lijst van attracties in Duinrell - Lijst van attracties in Europa-Park - Lijst van attracties in Familiepark Drievliet - Lijst van attracties in Magic Kingdom - Lijst van attracties in Movie Park Germany - Lijst van attracties in Phantasialand - Lijst van attracties in Tokyo Disneyland - Lijst van attracties in Tokyo DisneySea - Lijst van attracties in Universal Studios Florida - Lijst van attracties in Walt Disney Studios Park - Lijst van darkrides in België - Lijst van darkrides in de Verenigde Staten - Lijst van darkrides in Denemarken - Lijst van darkrides in Duitsland - Lijst van darkrides in Frankrijk - Lijst van darkrides in Japan - Lijst van darkrides in Nederland - Lijst van Disney-attracties - Lijst van madhousen - Lijst van paratowers - Lijst van pretparkattracties geopend in 2010 (Europa) - Lijst van pretparkattracties geopend in 2011 (Europa) - Lijst van pretparkongelukken in Disney-parken - Lijst van pretparkongelukken in parken van Universal - Lijst van pretparkongelukken in Six Flagsparken - Lijst van topspins - Lilly's Casino - Looping Schip - Los Piratas - Lost Gravity - Lotte World - Luchtballonnencarrousel

## M
Madhouse (attractie) - Mad Tea Party - Mad Mill - Mad Tea Party - Magic Kingdom - Magische Huis van Houdini - Main Street U.S.A. - Maus au Chocolat - Max & Moritz (Efteling) - Men in Black: Alien Attack - Merlin's Quest - Mexico (Phantasialand) - Mickey & Minnie's Runaway Railway - Mijntreinachtbaan - Millennium Falcon: Smugglers Run - Minen - Monorail (Bellewaerde) - Monsters, Inc. Mike & Sulley to the Rescue! - Monsters, Inc. Ride & Go Seek - Montezuma's Revenge (Hellendoorn) - Motorfietsachtbaan - Movie Park Germany - Mystery (Phantasialand) - Mystery Castle - Mystery River - Muppet*Vision 3D

## N
Nautilus (Drievliet) - Niagara (Bellewaerde) - Nickland - NYC Transformer

## O
Octopus (Bellewaerde) - Oldtimers (Bellewaerde) - Omgekeerde achtbaan - omnimover - OnderWaterSafari - Optakeling - Overdekte achtbaan - Op Reis met Bumba

## P
Paardenbaan - Panorama vliegsimulator - Paratower - Paratrooper (attractie) - Pardoes - Peter Pan (Bellewaerde) - Peter Pan's Flight - Phantasialand - Phantom Manor - Piccolo Mondo - Pijplijnachtbaan - Pinocchio's Daring Journey - Piratenboot - Piraten in Batavia - Pirates 4D - Pirates of the Caribbean (attractie) - Pixar Place - Pixarus - Playmobil FunPark - Playmobil FunPark Athene
- Playmobil FunPark Fresnes -
Playmobil FunPark Malta - Playmobil FunPark Palm Beach Gardens - Playmobil FunPark Zirndorf - Plopsaqua - Plopsaland Ardennes - Plopsaland De Panne - Plopsa Indoor Coevorden - Plopsa Indoor Hasselt - Polyp - Pooh's Hunny Hunt - Popcorn Revenge - Popeye & Bluto's Bilge-Rat Barges - PortAventura Park - Power Builder - Production Central - Psyké Underground - Pulsar (Walibi Belgium)

## Q
Quick Pass

## R
Race for Atlantis - Radja River - Radiator Springs Racers - Raik - Rapid river - Ratatouille: L’Aventure Totalement Toquée de Rémy - Raveleijn (attractie) - Red Baron - Reuzenrad - Revenge of the Mummy - Revolution (Bobbejaanland) - River Splash - River Quest - Rivers of America - Robin Hood (achtbaan) - Robocoaster - Rockin' Tug - Roeivijver (Efteling) - Rondrit - Rondvaart - Rotor (attractie) - Rupsbaan

## S
Sally Corporation - Schip Ahoi (Duinrell) - Schommelschip - Schouderbeugel - Scooby Doo: The Museum of Mysteries - Scorpios - Screaming Eagle - Sesame Street: Street Mission - Shuttle-achtbaan - Side Kick - Simulator - Sindbad's Storybook Voyage - Silbermine - Six Flags - Six Flags Darien Lake - Six Flags European Division - Simulator darkride - Sky Diver (Walibi Belgium) - Skycoaster - SkyDiver (attractie) - Slinky Dog Zigzag Spin - Snelpas - Snow White's Scary Adventures - Space Mountain - Spaceship Earth - Spin 'n puke - Splash (Duinrell) - SpongeBob Splash Bash - Spookslot (Drievliet) - Spoontus - Staande achtbaan - Stalen achtbaan - Stalen Monsters - Star Tours – The Adventures Continue  - StarParks - Star Wars: Galaxy's Edge - Star Wars: Rise of the Resistance - Station (attractie) - Stereoscopische film - Stonewash en Wildwash Creek - Streets of New York - Steinwasen-Park - Swinging Turns - Symbolica

## T
Talocan - Taron - Tea Cups - Techno Schleuder - Temple of the Night Hawk - Test Track (Epcot) - Theekopjesattractie - Thematisering - The Cat in the Hat - The Many Adventures of Winnie the Pooh (attractie) - The Old West - The Temple - The Twilight Zone Tower of Terror - Thea Award - Themed Entertainment Association - This is Holland - Tico Tico Show - Tikal (Phantasialand) - Tiki Waka - Time Riders - Tiroler Wildwasserbahn - Tittle Tattle Tree - Tivoli (achtbaan) - Tokyo Disney Resort - Tokyo Disneyland - Tokyo DisneySea - Tomorrowland (Disney) - Topple Tower - Topspin (attractie) - Toren (attractie) - Tornado (Walibi Belgium) - Tow boat ride - Toy Soldiers Parachute Drop - Toy Story Midway Mania! - Trackless darkride - Transformers: The Ride - Troy (Toverland) - Tweelingachtbaan - Twist 'n' Splash

## U
Universal Epic Universe - Universal Parks & Resorts - Universal Orlando Resort - Universal Studios Beijing - Universal Studios Florida - Universal Studios Hollywood - Universal Studios Japan - Universal Studios Singapore - Universum der Energie - Universal Kids Resort

## V
Vampire (Walibi Belgium) - Van Egdom - Van Helsing's Factory - Vekoma - Vertigo (Walibi Belgium) - Vikings River Splash - Vierdimensionale achtbaan - Villa Pardoes - Villa Volta - Vliegende achtbaan - Voletarium - Vrije val (attractie)

## W
Wachtrij (attractiepark) - Walibi Belgium - Walibi Group - Walibi Holland - Walibi Rhône-Alpes - Walibi Sud-Ouest - Walt Disney - Walt Disney Studios Park - Walt Disney Parks and Resorts - Warner Bros. Movie World - Warner Bros. World Abu Dhabi - Waterachtbaan - Waterattractie - Watercarrousel Waterspin (Duinrell) - Weerwolf (achtbaan) - Wicker Man (Alton Towers) - Wiegand - Wild West Adventure - Wildlands Adventure Zoo Emmen - Wildemuis-achtbaan - Wildwaterbaan - Woudracer - Wouter Dekkers - Wuze Town

## X Y Z
X-treme Racers - Zamperla - Zierer - Zweefmolen - Zygofolis